# Никаново (Нижегородская область)
Никаново — деревня в составе Нестиарского сельсовета в Воскресенском районе Нижегородской области.

## География
Находится в правобережье Ветлуги на расстоянии примерно 23 километра по прямой на юг от районного центра поселка  Воскресенское. 

## История
Деревня упоминается с 1859 года, когда в деревне было учтено дворов 26, жителей 166.  В 1911 48 дворов, в 1926 году 343 жителя и 73 двора. Название дано имени одного из первопоселенцев, переселившихся сюда с берегов озера Изъяр. Последним владельцем деревни был Н.Я.Стобеус. Входила в Макарьевский уезд Нижегородской губернии.

## Население
Постоянное население  составляло 100 человек (русские 100%) в 2002 году, 79 в 2010 .